# 矢田部正
矢田部 正（やたべ ただし、1965年7月4日 - ）は、日本の作曲家、編曲家。

## 楽曲提供作品
※特記以外は編曲作品。

### あ行
- 葵かを里
  - 「淋しい雨」「夢さくら(ニュー・バージョン)」（2016年）
  - 「岡崎旅情」（2018年）

- 秋元順子
  - 「かくれんぼ」（2011年）

- 渥美二郎
  - 「永遠鉄道」（2019年）
  - 「涙色のタンゴ〜2024ver.〜」（2024年）

- 渥美二郎&梶原あきら
  - 「千住ブルース[注釈 1]」（2024年）

- 安倍里葎子
  - 「愛されても 愛されても 愛されたりない」（2014年）

- 安倍里葎子&枝園清一
  - 「私だけのピアニスト」（2014年）

- 石原詢子
  - 「港が見える丘」「リンゴの唄」（2010年）
  - 「アカシアの雨がやむとき」「上を向いて歩こう」（2011年）
  - 「蘇州夜曲」「東京ブギウギ」（2013年）

- 大江裕
  - 「こころ変わり」「女のはぐれ唄」（2014年）

- 小田純平
  - 「男と女の子守歌」（2008年）
  - 「ほかされて」「真夜中のブルー」「未来へ〜Sail on〜」「少年のまま」「涙が出て来ちゃう〜ラストページ〜」
「男の景色」「酒場の時計」（2009年）
  - 「恋月夜[注釈 2]」「酒の川[注釈 2]」「53[注釈 2]」「さよならにも意味があって…[注釈 2]」（2010年）
  - 「砂時計[注釈 2]」「今ここにいること[注釈 2]」「こたえは風の中[注釈 2]」「時の雫[注釈 2]」（2011年）
  - 「泣くだけ泣いて[注釈 2]」（2012年）
  - 「どうかお元気で[注釈 2]」「優しい嘘[注釈 2]」「どうなってるの?[注釈 2]」（2013年）
  - 「男と女のバラード[注釈 2]」「元気をだして[注釈 2]」「花の遺言[注釈 2]」「幸せに嫌われないように[注釈 2]」（2014年）
  - 「百夜月」「愛しき我が人生」「落椿」「紅しだれ」「東京迷い猫」「へのへのもへじ」「人の心に棲む鳥は」
「ふるさとの酒」「枕酒」「ささくれ」「生きる程に」「いにしえワルツ」（2015年）
  - 「恋まくら」「盛り場すずめ」「あぁ、ゆき子」「祈念坂」「泉州祭節」「時間の花びら」「your birthday」
「落葉樹[注釈 2]」（2016年）
  - 「うたうたい〜Only Way〜[注釈 2]」「ちっぽけな男のヒトリゴト[注釈 2]」「残り香」「おふくろ」（2017年）
  - 「タコツボ[注釈 2]」「ずっと忘れない」「61[注釈 2]」「ぬり絵空」「時にはあなたを」「友情」（2018年）
  - 「男がひとり飲む酒は」「能登の雨」「半歌〜愛しき人〜」「ごめんね」（2019年）
  - 「東京 狼」「酒は恋割り涙割り」（2020年）
  - 「明日へ new version」「約束」「恋うつつ」「愛の秘密」（2021年）
  - 「65〜たられば捨てて〜」「もうやめた」「逢生川」「花染められて」（2022年）
  - 「白蓮のかほり」「紋黄蝶」「ぶって叩いて香水つけて」（2023年）
  - 「迷子のホタル〜ニューバージョン〜」「モノ・ホン」（2024年）

### か行
- 加納ひろし
  - 「さすらい挽歌」（2010年）

- 加納ひろし&小田純平
  - 「エル・クンパンチェロ」「季節は四葉のクローバー」（2006年）

- 北川大介
  - 「ずーっと ふたり」「金沢発」（2022年）

- 北島兄弟
  - 「東京」（2020年）

- 北山たけし
  - 「風物語」（2021年）

- 工藤あやの
  - 「北風の詩」（2014年）
  - 「わたしは今日も元気です」（2019年）
  - 「手紙」「山形育ち」（2022年）

- 工藤あやの&依薫香
  - 「母娘花笠」（2015年）

- Kenjiro
  - 「親父よ」（2009年）

- 小金沢昇司
  - 「大人達のストリート」（2007年）
  - 「オモニ〜母へ〜[注釈 3]」「神楽坂」（2008年）
  - 「昭和の歌よ」「今を生きる」（2016年）
  - 「おぼえていますか」「歌の旅人」（2018年）
  - 「青春の忘れもの」「雨の交差点」（2019年）

### さ行
- 椎名佐千子
  - 「早春慕情(アコースティックVer.)」「おなじ空の下」（2021年）
  - 「マイホームタウン」（2024年）

### た行
- 多岐川舞子
  - 「幸せめぐり」（2021年）
  - 「天上の花」（2023年）

- 竹川美子
  - 「お酒がいいの冷やがいい」（2024年）

- 知里
  - 「虹のかなたに」（2016年）
  - 「抱きしめて」（2019年）

- 鳥羽一郎
  - 「北海の花」（2022年）

### な行
- 長保有紀
  - 「虹の橋から」（2019年）

### は行
- 花咲ゆき美
  - 「去りゆく人に捧げる愛は」（2019年）
  - 「純情みれん」「フォーエバー・マイフレンズ〜永遠の友よ〜」（2021年）
  - 「愛という奇蹟[注釈 4]」（2022年）

- 藤あや子
  - 「北の春」（2003年）

### ま行
- 真木ことみ
  - 「幸せの地図」「淡雪の人」「東京の雪」（2017年）
  - 「眠る貝殻」「虹海」（2018年）
  - 「あたたかい雨」（2019年）

- まつざき幸介
  - 「君すむ街」「横浜ロンリー」「鎌倉残照」（2008年）
  - 「6月のジルバ」「夜泣き鳥」（2009年）
  - 「一夜花[注釈 2]」「涙が出てきちゃう〜ラストページ〜[注釈 2]」（2010年）
  - 「冬の空港[注釈 2]」「雨のマドリード[注釈 2]」（2012年）
  - 「酒よおまえは[注釈 2]」「落葉樹[注釈 2]」（2013年）
  - 「さよならは言えない[注釈 2]」「冬ヒバリ」「放浪いの果てに」（2014年）
  - 「幸せかげぼうし」「雨音」（2016年）
  - 「かたぐるま」「待ちくたびれて」（2017年）
  - 「蜃気楼」「まなざしにグッバイ」（2018年）
  - 「グラスの花」「夕月橋」（2019年）
  - 「涙のピリオド」「心揺れるままに」（2020年）
  - 「哀しみのアドレス」「思い出にする前に」（2021年）
  - 「悲愛」「願い」（2022年）
  - 「おもいで通り雨」「ふるさと川」（2023年）
  - 「月の秤」「もう一度シェイク・ハンズ」（2024年）

- 松原のぶえ
  - 「白い花」（2017年）

- 美川憲一
  - 「お金をちょうだい〜プラチナバージョン〜」「軽蔑2010」（2010年）
  - 「涙はキランの泉」「グランパの黒猫」（2011年）
  - 「今夜は華になる」（2014年）
  - 「甘い罠」（2015年）
  - 「愛染橋を渡ります」「にっぽん唄めぐり」（2019年）
  - 「夜の花」「港の迷い猫」（2020年）
  - 「こころに花を」「嘘に抱かれて」（2021年）
  - 「別れてあげる」（2022年）

### や行以降
- 栁澤純子
  - 「無人駅」「赤・青・黄色の歌」（2022年）

- 山口かおる
  - 「アダルトモード」（2010年）
  - 「しまなみ海道」「朝霧高原」（2014年）
  - 「アモーレ・ミオ」「はぐれ花」（2015年）
  - 「大阪波止場」「あなた雪になったのね」（2016年）
  - 「砂漠の薔薇」（2017年）
  - 「最後の恋人」「恋愛小説」（2018年）
  - 「うぬぼれて」「恋はフィーリング」（2019年）
  - 「旅立ちの街」（2020年）

- 山本譲二
  - 「残花」「霧雨五番町」（2018年）

- 若山かずさ
  - 「居酒屋『かずさ』」（2019年）

- 和田青児
  - 「For My Angel」（2014年）

### アニメ
- ドッカン!ロボ天どん（1995年 - 1996年）
  - OPテーマ「Dokkan Beat」（歌：朝川ひろこ&影山ヒロノブ）

- ∀ガンダム（1999年 - 2000年）
  - OPテーマ「ターンAターン」（歌：西城秀樹）
  - 挿入歌「月下美人」（歌：西城秀樹）

- 無限のリヴァイアス（1999年 - 2000年）
  - キャラクターソング「ホントの笑顔で」（歌：桑島法子）

### ゲーム
- かのこん えすいー（2008年）
  - 挿入歌「夏の祈り」（歌：榊原ゆい）

### 特撮
- 仮面天使ロゼッタ 漆黒のフレイア（1998年）
  - EDテーマ「Cool-Girl」（歌：吉井怜）

## 音楽担当作品
- TOKYO 10+01（2002年）
- 同窓会（2008年）※西田和正と共同。